# 神奈川県信用農業協同組合連合会

神奈川県信用農業協同組合連合会（かながわけんしんようのうぎょうきょうどうくみあいれんごうかい）は、神奈川県横浜市中区に本所を置く、神奈川県内の農業協同組合を会員とした信用事業を統括する日本の県域農協系金融機関。

## 概要
通称は、「JA神奈川県信連」、または「JAバンク神奈川」。主に法人顧客を中心としており、個人取引は殆どない。
信託業務を行っている。

## 沿革
- 1920年1月 - 有限責任神奈川県信用購買組合聯合会設立。
- 1925年4月 - 保証責任神奈川県信用組合聯合会に名称変更。
- 1941年5月 - 保証責任神奈川県信用販売購買利用組合聯合会に名称変更。
- 1944年1月 - 保証責任神奈川県信用販売購買利用組合聯合会解散。
- 1944年1月 - 神奈川県農業会設立。
- 1948年8月 - 神奈川県農業会解散。
- 1948年8月 - 神奈川県信用農業協同組合連合会設立。

## 店舗所在地
※：括弧内は店舗コード。
- 本所（001）/神奈川県横浜市中区海岸通一丁目2-2 神奈川県中央農業会館内
  - 厚木事務所（008）/神奈川県厚木市泉町3-13